# Einhard
Einhard nebo Eginhard (775? Maingau – 14. březen 840 Seligenstadt) byl franský kněz, řeholník a opat, učenec a spisovatel, významná postava karolinské renesance. Byl dvořanem Karla Velikého a Ludvíka Pobožného, přičemž o prvním z nich napsal z popudu toho druhého životopisné dílo Vita Karoli Magni, které je jedním z nejdůležitějších historických a literárních pramenů o jeho době.

## Život
Narodil se ve Východofranské říši, patrně v chudé rodině. Rodiči byl vyslán na studie do kláštera Fulda. Byl drobné postavy, ale upozornil na sebe nadáním i pracovitostí. Od roku 791 nebo 792 žil na císařském dvoře, kde Karel Veliký, který neuměl číst ani psát, soustředil významné učence pod vedením biskupa Alcuina. Einhard byl patrně schopným architektem a tak mu císař svěřil stavbu svých paláců v Cáchách a Ingelheimu. Po smrti Karla Velikého v roce 814 jeho syn Ludvík I. Pobožný ustanovil Einharda svým tajemníkem. Někdy kolem 830 Einhard dvůr opustil a žil se svojí velmi energickou ženou, podle pověsti dcerou Karla Velikého Emmou. Ve svých spisech se o ní nikdy nezminil, ale když roku 835 zemřela, napsal o ní svému příteli velice vřelý dopis, kde zmínil, že mu jeho žena stále chybí. Na konci života založil klášter a stal se jeho opatem.
Vedle životopisného díla Vita Karoli Magni z let 829-836, kde o Karlovi Velikém píše s velkou úctou a upřímností, napsal také dva náboženské spisy a zachovala se i sbírka jeho dopisů.